# Třída Bojkij
Třída Bojkij byla třída torpédoborců ruského carského námořnictva. Čtyřkomínové torpédoborce byly zvětšenou verzí torpédoborce Sokol. Celkem bylo postaveno 22 jednotek této třídy. Zařazeny byly do Tichooceánského, Baltského a Černomořského loďstva. Nasazeny byly za rusko-japonské války, první světové války a ruské občanské války. Jeden ukořistilo Japonsko, několik Německo a bělogvardějci.

## Stavba
Celkem bylo v letech 1900–1905 postaveno 22 jednotek této třídy. Stavbu provedly loděnice Něvskij a Belgian Works v Petrohradu a dále loděnice v Nikolajevu.
Jednotky třídy Bojkij:
| Jméno                          | Loděnice      | Založený kýlu | Spuštěna | Vstup do služby | Status |
| ------------------------------ | ------------- | ------------- | -------- | --------------- | --- |
| Bojkij (ex Akula)              | Něvskij       | 1900          | 1901     | 1902            | Roku 1916 odzbrojen, vyřazen 1923. |
| Burnyj (ex Makrel)             | Něvskij       | 1900          | 1901     | 1902            | Dne 11. srpna 1904 ztroskotal ve Žlutém moři a byl zničen vlastní posádkou. |
| Bujnyj (Byčok)                 | Něvskij       | 1900          | 1901     | 1902            | Dne 28. května 1905 potopen v bitvě u Cušimy vlastními silami, aby nebyl ukořistěn. |
| Bravyj (ex Nalim)              | Něvskij       | 1900          | 1901     | 1902            | Od roku 1923 Anisimov, vyřazen 1925. |
| Bystryj (ex Plotva)            | Něvskij       | 1900          | 1901     | 1902            | Dne 28. května 1905 po bitvě u Cušimy ztroskotal na korejském pobřeží a byl zničen vlastní posádkou. |
| Blestjaščij (ex Okuň)          | Něvskij       | 1900          | 1901     | 1902            | Dne 28. května 1905 vážně poškozen v bitvě u Cušimy a následně potopen vlastní posádkou. |
| Bodrij (ex Peskar)             | Něvskij       | 1900          | 1902     | 1902            | Vyřazen 1922. |
| Bedovyj (ex Keta)              | Něvskij       | 1900          | 1902     | 1903            | Dne 28. května 1905 po bitvě u Cušimy zajat japonskými torpédoborci Sazanami a Kageró. Na palubě přitom byl raněný ruský viceadmirál Zinovij Petrovič Rožestvenskij. Zařazen do japonského námořnictva jako Sacuki. V letech 1913–1922 používán k výcviku. |
| Bezuprečnyj (ex Paltus)        | Něvskij       | 1900          | 1901     | 1902            | Dne 28. května 1905 byl v bitvě u Cušimy potopen japonským loďstvem. |
| Vidnyj (ex Sig)                | Něvskij       | 1900          | 1905     | 1905            | Vyřazen 1922. |
| Žarkij                         | Nikolajev     | 1902          | 1904     | 1906            | V květnu 1918 ukořistěn Němci, 1919 zařazen do Bělogvardějské námořní eskadry, 1920 internován v Bizertě, vyřazen 1924. |
| Živoj                          | Nikolajev     | 1902          | 1904     | 1905            | V květnu 1918 ukořistěn Němci, přejmenován na R12, 1919 zařazen do Bělogvardějské námořní eskadry jako Živoj, dne 16. listopadu 1920 ztroskotal v bouři.                                                                                                   |
| Živučij                        | Nikolajev     | 1902          | 1904     | 1906            | Dne 25. dubna 1916 se u Sevastopolu potopil na mině. |
| Žutkij                         | Nikolajev     | 1902          | 1904     | 1906            | V květnu 1918 ukořistěn Němci, nezařazen, v dubnu 1919 u Sevastopolu potopen Brity, vyzvednut a opraven, vyřazen 1923. |
| Zavetnyj (ex Beluga)           | Belgian Works | 1902          | 1903     | 1903            | Dne 1. května 1918 v Sevastopolu potopen vlastní bolševickou posádkou, vyzdvižen, vyřazen 1922. |
| Zavidnyj (ex Karp)             | Belgian Works | 1902          | 1903     | 1903            | V květnu 1918 ukořistěn Němci, přejmenován na R13, nezařazen, v listopadu 1918 předán Britům, 1921 vrácen SSSR, od roku 1923 Marti, vyřazen 1923. |
| Zorkij                         | Nikolajev     | 1903          | 1904     | 1905            | V květnu 1918 ukořistěn Němci, přejmenován na R10, 1919 zařazen do Bělogvardějské námořní eskadry jako Zorkij, 1920 internován v Bizertě, vyřazen 1924. |
| Zvonkij                        | Nikolajev     | 1903          | 1905     | 1905            | V květnu 1918 ukořistěn Němci, přejmenován na R11, 1919 zařazen do Bělogvardějské námořní eskadry jako Zvonkij, 1920 internován v Bizertě, vyřazen 1924.                                                                                                   |
| Lejtěnant Puščin (ex Zadornyj) | Belgian Works | 1903          | 1904     | 1905            | Dne 10. března 1916 se poblíž Varny potopil na mině. |
| Groznyj                        | Něvskij       | 1903          | 1904     | 1904            | Od roku 1923 Baljank, vyřazen 1923. |
| Gromkij                        | Něvskij       | 1903          | 1904     | 1904            | Dne 28. května 1905 vážně poškozen v bitvě u Cušimy a následně potopen vlastní posádkou. |
| Gremjaščij                     | Něvskij       | 1903          | 1904     | 1905            | Vyřazen 1922. |

## Konstrukce

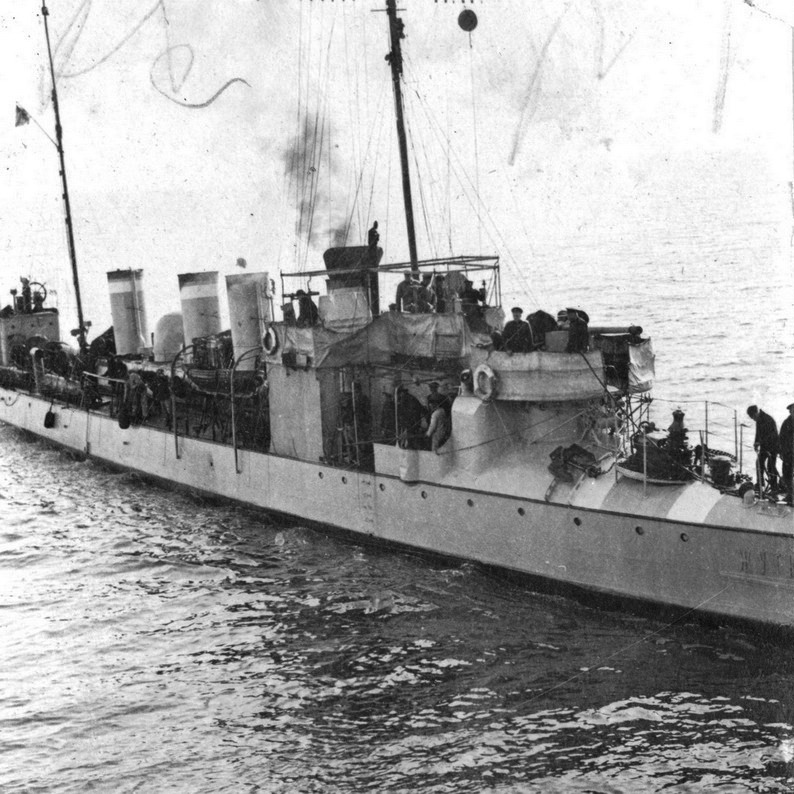
Žutkij

Torpédoborce nesly jeden 75mm kanón, pět 47mm kanónů a tři 381mm torpédomety s celkovou zásobou šesti torpéd. Pohonný systém tvořily čtyři kotle Yarrow a dva parní stroje o výkonu 5700 hp, pohánějící dva lodní šrouby. Nejvyšší rychlost dosahovala 26 uzlů. Dosah byl 1200 námořních mil při rychlosti 12 uzlů.

### Modifikace
Před první světovou válkou byly 47mm kanóny odstraněny a naopak byl instalován druhý 75mm kanóny. Torpédová výzbroj byla redukována na dva torpédomety, přičemž některá plavidla byla vybavena pro nesení 12–18 min.